# Sabu et Ichi
Sabu et Ichi (佐武と市捕物控, Sabu to Ichi Torimono Hikae) est un manga de Shōtarō Ishinomori édité entre 1966 et 1972, soit 17 volumes aux éditions Shōgakukan regroupant les histoires des magazines Weekly Shōnen Sunday (1966-1968) et Big Comic (avril 1968 - avril 1972). La version française est publiée en quatre volumes par Kana.
Une adaptation en série télévisée d'animation de 52 épisodes produite par les studios Mushi Production, Toei Animation et Zero Studio entre octobre 1968 et septembre 1969. Un drama de quatre épisodes a également vu le jour entre 1981 et 1982.
Le manga a remporté le prix Shōgakukan en 1968.

## Synopsis
Sous la période Tokugawa, Sabu, un jeune détective enquête sur les meurtres, les corruptions, les mystères et événements étranges du pays. Il est accompagné dans ces missions par Ichi (Itchi) le masseur aveugle au "cœur à mille yeux" et maître dans l'aia.

## Personnages
Sabu (佐武)
Ichi (市)
Midori (みどり)
Saheiji (佐平次)
Tanabe Yasunobu (田辺 安之進)
Mita (三太)

## Manga

### Parution française
- Un épisode de 40 pages a été publié en 1979 sous le titre Le vent du nord est comme le hennissement d'un cheval noir[2]. Le dernier numéro (le no 6) du magazine Le Cri qui tue de 1981 édite une centaine de pages des Mémoires de Sabu et Itchi[3].
- Le 22 octobre 2010, le premier tome de Sabu et Ichi sort en France pour la première fois aux éditions Kana, collection Sensei[4].

### Liste des chapitres
| no | Français        | Français          |
| no | Date de sortie  | ISBN              |
| --- | --------------- | ----------------- |
| 1 | 22 octobre 2010 | 978-2-5050-0968-9 |
| Extra : 25 histoires, 1135 pages.Liste des chapitres : - Première partie - Le chat rouge - Les cadavres sans têtes - Les tengus - Les feux d'artifice - Le tatouage - Shamaikur - Le sabreur de l'enfer - Deuxième partie - Le hannya - Le marionnettiste - Les carpes en papier - Pluie - Rancune - Okuribi - Sabu et Ichi version S.F. - Les feux de renard - Troisième partie - Un récit de la rivière Sulida - La fête des petits garçons - Le jour de la glace - Été tardif - Quatrième partie - Le chien fou - La fête du temps - Une jambe plongée dans les ténèbres - Cinquième partie - L'étourneau - La fin de l'année - Le morne printemps d'Edo - Sang et neige |                 |                   |
| 2 | 15 avril 2011   | 978-2-5050-1082-1 |
| Extra : 35 histoires, 1293 pages.Liste des chapitres : - Sixième partie - Image de printemps - L'eau de la folie - Tuer - Le four de forge - La longue pluie - Flaque d'eau - Septième partie - Vent brûlant - Kamikakushi - Concert des cigales - Les deux cent dixième jour - Les miscanthes - Le marché aux radis en saumure - Le ninja - Le village des bouddhas - Huitième partie - Un homme dénué - Shibaraku - Le vent du nord est comme le hennissement d'un cheval noir - Le corneil - Le nagaya O-Haguro - Le tambour cassé - Le démon - Neuvième partie - La meute des loups - Incendies dans les chapelles d'Inari - Marée descendante - La fête des cerisiers - Les colporteurs de nouvelles - Zhong Kui - Squelettes dans les champs - Dixième partie - Œil de serpent - Les palanquins sous la pluie - Histoire de fantômes : le chat noir maléfique - Le baquet des ablutions - Poème d'été - Le grondement de la mer - Nuages amoncelés |                 |                   |
| 3 | 16 mars 2012    | 978-2-5050-1424-9 |
| Extra : 29 histoires, 956 pages.Liste des chapitres : - Onzième partie - Va-et-vient nocturne sous la lune près d'un étang - Une feuille de papier - Momijigari - Les poupées en chrysanthèmes - Dadabu dabu - Les aiguilles - La route du vent du nord - Douzième partie - Les sept divinités du bonheur - La corde rouge - Le piège de glace - La primevère noire - Les poupées aux têtes tranchées - Un rat aux abois mord le chat... - Les coupeurs de bourse - Treizième partie - La porte de l'enfer - Les joncs odorants - Tsubamegaeshi - Les fondrières - La loutre de rivière - Les bruits de l'été - Mort sous un soleil brûlant - Tôrônagashi - Quatorzième partie - La tempête - La nuit bleue de l'homme-loup - Les grillons grelots - Le yoyo - La femme du paravent - Quand souffle la bise, l'hiver est là - Quel souvenir t'a-t-on rapporté du royaume des ombres?                                                                     |                 |                   |
| 4 | 7 décembre 2012 | 978-2-5050-1589-5 |
| Extra : 21 + 7 histoires, 830 pages.Liste des chapitres : - Quinzième partie - La montagne gronde, la souris couine - La femme des neiges qui étreint le feu - Qui est derrière toi? - Le micocoulier qui pleurait la nuit - Chatons de saule et daphnés - Une terrasse, une nuit où la lune était voilée - Chronique des fleurs de cerisier fanées - Seizième partie - Poursuite - Les moucherons de neige - Le sang gelé - Dans les ténèbres, il voyait les Enfers - Kurozuka - Le physalis (nouvelle illustrée) - Le gosse (nouvelle illustrée) - Bagatelle (nouvelle illustrée) - Dix-septième partie - Quelle prétention! - Vingt ans après - L'été du tueur de femmes - Aodaishô - Dix-huitième partie - Berceuses des berges du fleuve des limbes - Les feux d'artifice - Sabu, calligraphe de pierres tombales (sept épisodes ; Sabu, le protagoniste de ces chapitres, est un personnage distinct du héros des épisodes précédents)             |                 |                   |

## Adaptations
- Une série animée dirigée par Rintaro de 52 épisodes a été diffusée de 1968 à 1969 s'inspirant du dessin type shōnen de la première partie du manga.
- Un roman par Ishinomori est sorti aux éditions Asahi Sonorama en 1968.
- Un drama de quatre épisodes produit par Fuji TV a été diffusé entre 1981 et 1982.